# Taxiphyllum
Taxiphyllum är ett släkte av bladmossor som beskrevs av M.Fleisch.. Enligt Catalogue of Life ingår Taxiphyllum i familjen Hypnaceae, men enligt Dyntaxa är tillhörigheten istället familjen Hypnaceae.

## Dottertaxa tillTaxiphyllum, i alfabetisk ordning[1][2]
- Taxiphyllum alternans
- Taxiphyllum angustirete
- Taxiphyllum aomoriense
- Taxiphyllum arcuatum
- Taxiphyllum autoicum
- Taxiphyllum barbieri
- Taxiphyllum cuspidifolium
- Taxiphyllum densifolium
- Taxiphyllum deplanatum
- Taxiphyllum eberhardtii
- Taxiphyllum fluitans
- Taxiphyllum gabonense
- Taxiphyllum giraldii
- Taxiphyllum inundatum
- Taxiphyllum isopterygioides
- Taxiphyllum laevifolium
- Taxiphyllum laxalare
- Taxiphyllum ligulaefolium
- Taxiphyllum moutieri
- Taxiphyllum papuanum
- Taxiphyllum pilosum
- Taxiphyllum prostratum
- Taxiphyllum punctulatum
- Taxiphyllum ramivagum
- Taxiphyllum schweinfurthii
- Taxiphyllum serrulatum
- Taxiphyllum splendescens
- Taxiphyllum subretusum
- Taxiphyllum taxirameum
- Taxiphyllum torrentium
- Taxiphyllum whittierianum
- Taxiphyllum wissgrillii